# Гурупі (мікрорегіон, Мараньян)
Гурупі (порт. Microrregião de Gurupi) — мікрорегіон в Бразилії, входить в штат Мараньян. Складова частина мезорегіону Захід штату Мараньян. Населення становить 211 082 чоловік на 2006 рік. Займає площу 21 557,642 км². Густота населення — 9,8 чол./км².

## Склад мікрорегіону
До складу мікрорегіону включені наступні муніципалітети:
1. Амапа-ду-Мараньян
2. Боа-Віста-ду-Гурупі
3. Карутапера
4. Сентру-Нову-ду-Мараньян
5. Сентру-ду-Гільєрмі
6. Кандіду-Мендіс
7. Годофреду-Віана
8. Говернадор-Нуніс-Фрейри
9. Жунку-ду-Мараньян
10. Луїс-Домінгіс
11. Маракасуме
12. Мараньянзінью
13. Туріасу
14. Туріландія

| Бразилія | Це незавершена стаття з географії Бразилії. Ви можете допомогти проєкту, виправивши або дописавши її. |